# Tom Cairney
Thomas "Tom" Cairney (ur. 20 stycznia 1991 w Nottingham) – szkocki piłkarz pochodzenia angielskiego, występujący na pozycji pomocnika w angielskim klubie Fulham, którego jest kapitanem. W latach 2017–2018 dwukrotny reprezentant Szkocji.

## Kariera reprezentacyjna
W reprezentacji Szkocji zadebiutował 22 marca 2017 w zremisowanym 1:1 meczu z Kanadą.

## Statystyki kariery
| Sezon   | Klub             | Kraj   | Rozgrywki      | Mecze | Bramki |
| ------- | ---------------- | ------ | -------------- | ----- | ------ |
| 2009/10 | Hull City        | Anglia | Premier League | 11    | 1      |
| 2010/11 | Hull City        | Anglia | Championship   | 22    | 1      |
| 2011/12 | Hull City        | Anglia | Championship   | 27    | 0      |
| 2012/13 | Hull City        | Anglia | Championship   | 10    | 0      |
| 2013/14 | Blackburn Rovers | Anglia | Championship   | 23    | 1      |
| 2013/14 | Blackburn Rovers | Anglia | Championship   | 14    | 4      |
| 2014/15 | Blackburn Rovers | Anglia | Championship   | 39    | 3      |
| 2015/16 | Fulham           | Anglia | Championship   | 39    | 8      |
| 2016/17 | Fulham           | Anglia | Championship   | 45    | 12     |
| 2017/18 | Fulham           | Anglia | Championship   | 34    | 5      |
| 2018/19 | Fulham           | Anglia | Premier League | 30    | 0      |

Stan na: 14 maja 2019